# ギシンギシン
ギジンギジンは、フィリピンのヌエヴァ・エシハ州とパンパンガ州で食される、辛味のある野菜スープないしはシチュー。ギナタアンの一種である。伝統的なギシンギシンは刻んだインゲン豆（シガリヤ）とココナッツミルクをベースに、ラブヨ唐辛子、ニンニク、タマネギ、シュリンプペースト（バゴンアラマン）で味付けされる。「ギシンギシン」の原義は「目を覚ませ、目を覚ませ」の意。そのまま食すほか、ご飯に乗せたり、焼いた肉料理の付け合わせとして食べたりする。  

## 概要
ギジンギジンの基本的な材料としてはシカクマメが挙げられ、細かく切るか、2.5～5cmほどの短冊切りをするかされる。この豆を、ニンニク、ショウガ、タマネギ、シュリンプペースト、シリン・ハバ、ラブヨ唐辛子と一緒にココナッツミルクで調理する。また、ひき肉（通常は豚肉）やエビのすり身、ティナパ（魚の燻製）の細切りなどもよく使われる。

## 派生料理
シカクマメは、刻んだジュウロクササゲや空芯菜での代用が可能である。また、イカなどの他の魚介類を用いたり、他の野菜や香辛料を入れて調理することもある。シュリンプペーストの代わりに、市販のブイヨンキューブや肉や魚介類のフォンを用いることもある   。

## 同様の料理
ギシンギシンで用いられる食材はビコル地方の料理の「ビコール・エクスプレス」とよく似ており、ギシンギシンにより辛味を加えたものを「シガリヤス・エクスプレス」と呼ぶこともある。